# Baloskion fimbriatum
Baloskion fimbriatum är en gräsväxtart som först beskrevs av Lawrence Alexander Sidney Johnson och O.D.Evans, och fick sitt nu gällande namn av Barbara Gillian Briggs och L.A.S.Joh. Baloskion fimbriatum ingår i släktet Baloskion och familjen Restionaceae. Inga underarter finns listade i Catalogue of Life.